# Fanny Langdon
Fanny E. Langdon (15 de julio de 1864 - 21 de octubre de 1899) fue una zoóloga estadounidense conocida por su trabajo con sistemas nerviosos y órganos sensoriales en invertebrados. 
Langdon nació en Plymouth, Nuevo Hampshire, y asistió a una escuela normal antes de empezar sus estudios en zoología y botánica por la Universidad de Míchigan en 1891. Obtuvo su licenciatura en 1896 y su grado de maestra en 1897. Después de finalizar sus estudios, fue profesora de botánica y zoología en la Universidad de Míchigan e investigadora en el Laboratorio Biológico Marino en Woods Hole, Massachusetts en 1897. Langdon falleció después de una operación de apendicitis.